# 朱磐熚
臨川康僖王朱磐熚（1404年9月11日—1485年），明朝宁献王朱权庶次子，后被废为庶人。

## 生平

### 受封
宣德元年（1426年）受封。六月，造临川王镀金银印。十月，明宣宗遣成安侯郭晟为正使，工部尚书黄福为副使，持节册北城兵马副指挥黄福的女儿为临川王妃。宣德二年（1427年）正月，朱权为感谢朝廷封朱磐熚为临川王又为其册妃，上奏欲携朱磐熚入京谢恩，宣宗回信阻止。二月，给朱磐熚岁禄二千石，其中米五百石，其余折为宝钞，由江西布政司支给。七月，给仪仗。
正统四年（1439年）四月，赐临川王嫡子名朱奠埨。十二月，黄妃薨，明英宗遣中官致祭命有司营葬。五年（1440年）九月，朱权奏诸子朱磐熚、第三子宜春王朱磐烑、第四子新昌王朱磐炷的二千石岁禄四分之三被折为宝钞，用度不足，请求将实禄增加到一千石，获准。八年（1443年）十二月，赐朱奠埨诰命冠服。十年（1445年）七月，遣魏国公徐显宗等为正使，给事中陈傅等为副使，各自持节册金氏为朱奠埨夫人，赐诰命冠服等件。
景泰二年（1451年）八月，宁王朱奠培奏叔父朱磐熚妃黄氏薨，请求于本境选择继室，获准。五年（1454年）八月，封朱磐熚第二女为新淦县主，配张晋，第三女为萍乡县主，配张效。命张晋、张效俱为宗人府仪宾，赐诰命鞍马等物。六年（1455年）五月，因朱磐熚、沁源王朱幼埼等奏称袍服坏了不能穿，赐大红织金衮龙紵丝纱罗各一疋；遣建平伯高远等为正使、给事中曾衡等为副使，各自持节册封百户王兴女为朱磐熚妃。
朱磐熚上奏为继妃王氏讨要冠佩、封号、房屋、园地、禄米、装奁、金银器皿、首饰及匹帛、绫绵、军校、使女等，天顺二年（1458年）七月，英宗仅特许其自买使女五人，其余皆视为妄求而不准，并训诫了他不肯安静、擅出城外、辄入人家索取财物、数日后才回府等违背礼法的行为，要他痛改前非、守身循理，以保爵位。巡按江西监察御史等官奏称朱磐熚亲到贡院对镇守太监叶达称府中收用女子怀孕却被王妃所杀。三年（1459年）三月，英宗下敕责朱磐熚不能正身，虽不追究，但应该自省。四月，朱磐熚奏称旧赐袍服已皆污敝，请求再赐紵丝纱罗各一匹自制，获准。八月，奏江西都司等官擅役军夫开河造船，通宵不闭城门，英宗遣刑部锦衣卫各差公正官一员前去勘察。

### 被废
天顺四年（1460年）七月，朱奠埨奏称朱磐熚疯了，想诬告自己不孝，改立继妃王氏所生的朱奠墼为嗣子，及僭造宫殿、床幕、祖母去世不守丧、淫祖父宫人、刻凤头鹰觜诸凶神、数十日夜祭赛咒诅、不时出城夺取民家财物、将想出首其不法行为的内使王礼杖杀等。此事被交给三法司，刑部尚书陆瑜等商议，认为朱磐熚行为不端有亏父道，朱奠埨怀私怨望也失子职，将父子都召来京城讯问，遣锦衣卫官、郎中、御史调查。英宗准，致书朱奠培称差内官打剌赤、李广、锦衣卫指挥佥事郭瑛携带敕书取朱磐熚、朱奠埨来京，令所在军卫有司应付水陆脚力，临川王家眷严令所在军卫有司看守，确保他们有住所，并敕江西都布按三司巡按御史用心照管，不许怠忽。十月，命内官、皇亲讯问朱磐熚、朱奠埨，又敕朱奠培指责召二人进京时郡王、仪宾不来迎行礼等罪。十二月，英宗写信给朱奠培，称已查明朱磐熚违理犯法非止一端，甚至僭越使用服饰、器皿，还有诅咒等事，又不自悔，肆言怨望；朱奠埨也不时抢夺人物，又毁骂亲父，父子都悖逆不道，自己念宗室之亲不忍加法，都降为庶人，且考虑到他们父子交恶不可同处，特令朱磐熚守凤阳祖陵，朱奠埨守宁献王坟，各自同家眷居住，有司每月给薪米。临川国除。
一说朱磐熚获罪系与朱奠培交恶而被其构陷。

### 去世
天顺五年（1461年）三月，锦衣卫指挥同知逯杲奏宁王等七王及庶人朱磐熚、仪宾葛旿等各自在江西城内开凿及侵占军民大小养鱼池八十三处，每处或四五亩，或二三亩，还有切近城垣阻碍道路者，请求敕该衙门转行都布按三司踏勘，如阻碍道路则填平，反之拨与相应民家料理。事下户部覆奏，英宗准。
成化三年（1467年）十月，巡抚淮扬右副都御史滕昭奏请将朱磐熚送回江西附近赡养防卫以免被利用作乱，事下礼部官员商议，宪宗认为安置已定不必更改。十一年（1475年）六月，赐朱磐熚等布绢绵花每人岁绢一疋、布三疋、花二斤八两。成化二十一年（1485年），朱磐熚去世。

### 后事
成化二十三年（1487年）七月，守备凤阳太监李棠等奏请释放朱磐熚所遗老稚妇女王妃等十人出高墙，宪宗准奏，王妃等自称不忍和仍被囚禁的朱奠墼等成年子女分离，不愿离开，宪宗又准。九月，因王妃的女儿请求，孝宗下令释放朱奠墼及其家属，居于江西布政司城内。

### 追复
嘉靖十五年（1536年），朱奠埨曾孙朱拱檤请求袭封临川王，明世宗认为临川国早已除国，不许，仅封朱拱檤为镇国中尉兼理临川府事。二十五年（1546年），追封朱奠埨为临川恭顺王；三十五年（1556年），朱磐熚也得以追复王位，谥康僖，但临川国始终没有复封，朱拱檤后来也获罪被废。

## 评价
- 《弇山堂别集》卷073：温良好樂，小心畏忌。

## 家庭

### 妻
- 王妃黃氏，生朱奠埨
- 繼妃王氏，生朱奠墼

### 子孫
- 嫡長子：臨川長子→庶人→臨川恭順王（追封）朱奠埨
- 第二子：朱奠墼，天順二年（1458年）正月賜名[30]
- 第三子：朱奠坳，弘治元年（1488年）七月賜名[31]，妻詹氏（弘治四年（1491年）二月賜死）
- 第二女：新淦縣主，配張晉
- 第三女：萍鄉縣主，配張效
- 朱奠坳妹，配馬淳[32]